# Paul Ren Tari
Paul Ren Tari est un homme politique vanuatais. Par son exercice partisan de la président du Parlement et son refus d'appliquer une décision de justice, il provoque une crise politique en 2001.

## Biographie
Engagé au Parti national unifié (PNU), il est élu député de la circonscription de Maewo au Parlement de Vanuatu lors des élections législatives de mars 1998, remportant ce siège avec seulement trois voix d'avance sur son adversaire du Vanua'aku Pati. En novembre 1999 Barak Sopé devient Premier ministre et Paul Pen Tari est élu président du Parlement, succédant à Edward Natapei.
Le gouvernement Sopé suscite des controverses, notamment du fait de sa proximité avec un homme d'affaires thaïlandais, Amarendra Nand Ghosh, auquel il confère divers privilèges à la légalité douteuse. En janvier 2001, Barak Sopé fait expulser du pays le journaliste Marc Neil Jones, fondateur et propriétaire du journal The Trading Post, qui a mis en lumière cette relation. Illégale, l'expulsion du journaliste (de nationalité britannique mais établi au Vanuatu) est cassée par la justice mais soulève des questions quant au respect par le gouvernement des droits civiques constitutionnels. En conséquence, l'Union des partis modérés (UPM) se retire du gouvernement de coalition en mars 2001 et rejoint l'opposition parlementaire menée par Edward Natapei, conférant une majorité parlementaire à l'opposition. 
Le 26 mars 2001, les députés du Vanua'aku Pati et de l'UPM déposent au Parlement une motion de censure contre le gouvernement Sopé. Ils y évoquent trois scandales financiers auxquels serait mêlé le Premier ministre, ainsi qu'un soupçon d'influences indues exercées sur le gouvernement par l'homme d'affaires Dinh Van Than, président du PNU. En tant que président du Parlement, Paul Ren Tari objecte que la motion est diffamatoire et refuse d'autoriser un débat et un vote à son sujet. Le 6 avril, le président de la Cour suprême de Vanuatu, Vincent Lunabek, dispose que la motion est recevable et ordonne à Tari de permettre une session parlementaire pour qu'elle soit débattue. Paul Ren Tari refuse, au prétexte que la motion aurait besoin d'être amendée. Informé qu'il risque d'être arrêté pour outrage au tribunal, il finit par céder et, sous la surveillance de policiers, préside à une session du Parlement le 13 avril. Les députés adoptent la motion qui destitue le gouvernement Sopé, et élisent Edward Natapei Premier ministre,.
Le 7 mai, Tari suspend six ministres -dont le Premier ministre et son vice-Premier ministre Serge Vohor- de leurs fonctions de députés, arguant qu'ils ont agi de manière anti-constitutionnelle en faisant examiner par la Cour suprême sa décision du mois de mars. La Cour suprême statue alors à nouveau en urgence et casse ces suspensions. Défiant la Cour, Paul Ren Tari, qui possède la seule clef permettant l'accès au Parlement, empêche le Parlement de siéger en refusant simplement d'ouvrir la porte des locaux. Il critique ouvertement la justice, et prend parti tout aussi explicitement en faveur du gouvernement déchu de Barak Sopé. Les députés parviennent néanmoins à pénétrer dans le Parlement, via une échelle et une fenêtre à l'étage, et le procureur général ordonne l'arrestation de Tari et des deux vice-présidents du Parlement, Irene Bongnaim et Henry Iauko, qui sont inculpés pour sédition. Le 14 mai, les députés élisent un nouveau président du Parlement, Donald Kalpokas. Paul Ren Tari et ses deux collègues sont acquittés par la justice en décembre, le juge notant qu'au moment des faits ils étaient couverts par l'article 27 de la Constitution qui confère une immunité parlementaire,.
Maintenu comme candidat du PNU aux élections législatives de mai 2002, Paul Ren Tari est largement battu dans sa circonscription par le candidat du Vanua'aku Pati, Philip Boedoro. Il se présente à nouveau sans succès aux élections anticipées de 2004.